# František Kadaňka
František Kadaňka (8 de octubre de 1944) es un deportista checoslovaco que compitió en piragüismo en la modalidad de eslalon. Ganó cinco medallas en el Campeonato Mundial de Piragüismo en Eslalon entre los años 1969 y 1975.

## Palmarés internacional
| Campeonato Mundial | Campeonato Mundial            | Campeonato Mundial | Campeonato Mundial |
| Año                | Lugar                         | Medalla            | Competición        |
| ------------------ | ----------------------------- | ------------------ | ------------------ |
| 1969               | Bourg-Saint-Maurice (Francia) | Medalla de plata   | C1 por equipos     |
| 1971               | Merano (Italia)               | Medalla de bronce  | C2 por equipos     |
| 1973               | Muotathal (Suiza)             | Medalla de plata   | C2 por equipos     |
| 1975               | Skopie (Yugoslavia)           | Medalla de plata   | C2 por equipos     |
| 1975               | Skopie (Yugoslavia)           | Medalla de bronce  | C2 individual      |